# Fakel Voronezj
FK Fakel Voronezj (Russisch: ФК Факел Воронеж) is een Russische voetbalclub uit Voronezj.
De club werd in 1947 opgericht als fabrieksteam van een geheime vliegtuigfabriek en het team speelde als stadsteam Voronezj. In 1959 werd de club hernoemd in Trud Voronezj en in 1976 in Fakel Voronezj. Ten tijde van de Sovjet-Unie speelde de club soms op het hoogste niveau met een vijftiende plaats in 1961 als hoogste klassering. In 1984 werd de halve finale van de USSR Cup behaald. Vanaf 1992 pendelde Fakel tussen de bovenste drie klassen in het Russische voetbal en speelde nooit meer dan twee seizoenen op hetzelfde niveau. In 1992, 1997 en tussen 2000 en 2001 speelde de club in de Premjer-Liga.
In 2006 degradeerde de club uit de Russische Eerste Divisie. Vanwege financiële problemen ging de club op het vierde niveau in de regionale amateurreeksen spelen. Er waren meerdere clubs in Voronezj die de plek en traditie van Fakel moesten overnemen. In 2008 werd FCS-73 Voronezj, nadat het financiële steun van de autoriteiten gekregen had, omgedoopt in Fakel Voronezj maar ging in 2009 failliet. Een andere club ging als Fakel-StroyArt Voronezj in 2009 in de Russische Tweede Divisie spelen. In 2009 speelde de club als FSA Voronezj en werd dat seizoen na omkoping samen met FK Jelets uit de competitie gezet. Een nieuwe club nam als Fakel Voronezj de plaats in de Tweede Divisie in 2010 over. Hoewel de club als vierde in de zone geëindigd was, werd Fakel aangewezen als promovendus voor de Russische Eerste Divisie omdat FK Saturn was opgeheven.
In het seizoen 2022/23 speelt in de Russische Premier League.

## Bekende (ex-)spelers
- Edgaras Jankauskas